# El duelo (canción de Zoé)
«El duelo» es una canción y el cuarto sencillo de la banda de rock alternativa mexicana Zoé desprendido del séptimo álbum de estudio Sonidos de karmática resonancia. La canción se dio a conocer el 3 de diciembre del 2020 a través de la discográfica Universal Music México.

## Historia
La canción habla sobre el amor propio y autoestima de cada persona para lograr nuestros ideales y objetivos en nuestra vida.
El videoclip estuvo dirigido por León Larregui, quienes utilizaron los elementos visuales perfectos para realzar la melodía.

## Lista de canciones

### Descarga digital[8]
| El duelo — Single |            |          |  |
| N.º               | Título     | Duración |  |
| 1.                | «El duelo» | 4:17     |  |